# Igreja Presbiteriana do Senegal
A Igreja Presbiteriana do Senegal (IPS) - em francês Eglise Presbytérienne du Sénégal - é uma denominação reformada presbiteriana na Senegal. Foi fundada em 2004, pelo pastor Mamadou Diop.

## História
Em 4 de março de 2004, o pastor Mamadou Diop, com o auxílio de missionários americanos, fundou a Igreja Presbiteriana do Senegal. 
Desde então, a denominação cresceu e chegou a um total de 20 igrejas e 800 membros em 2017.
Nos anos seguintes, o pastor Moussa Diouf se separou da denominação e fundou a Igreja Evangélica Presbiteriana do Senegal.

## Relações Intereclesiásticas
A denominação é membro da Fraternidade Reformada Mundial. Além disso, recebe ajuda da União Nacional das Igrejas Protestantes Reformadas Evangélicas da França para a capacitação de pastores e obras sociais.
A denominação recebe auxílio da Igreja Presbiteriana na América para a formação de pastores e plantações de igrejas.
Em 2010, a denominação foi convidada a enviar representantes para o Supremo Concílio da Igreja Presbiteriana do Brasil.
A IPS trabalha para estabelecer uma federação com outras denominações presbiterianas da África Ocidental, chamada Igrejas Presbiterianas da África Ocidental.